# Спинадеско
Спинадеско (итал. Spinadesco) — коммуна в Италии, располагается в регионе Ломбардия, подчиняется административному центру Кремона.
Население составляет 1535 человек, плотность населения составляет 90 чел./км². Занимает площадь 17 км². Почтовый индекс — 26020. Телефонный код — 0372.
Покровителем коммуны почитается святитель Мартин Турский, празднование 11 ноября.

## Экономика
В городе расположен металлургический завод компании Евраз